# 拉喬拉牧場 (加利福尼亞州)
拉喬拉牧場（英語：La Jolla Ranch）是位於美國加利福尼亞州弗雷斯諾縣的一個非建制地區。該地的面積和人口皆未知。

## 地理
拉喬拉牧場的座標為36°43′42″N 119°36′11″W / 36.72833°N 119.60306°W，而該地的平均海拔高度為103米（即338英尺）。